# Bisetocreagris nankingensis
Bisetocreagris nankingensis är en spindeldjursart som beskrevs av Bozidar P.M. Curcic 1983. Bisetocreagris nankingensis ingår i släktet Bisetocreagris och familjen helplåtklokrypare. Inga underarter finns listade.